# Joshua Rush
Joshua Rush (Houston, 14 dicembre 2001) è un attore statunitense.

## Vita privata
Rush ha fatto coming out come bisessuale il 6 agosto 2019.

## Filmografia

### Attore

#### Cinema
- Parental Guidance, regia di Andy Fickman (2012)
- Saving Lincoln, regia di Salvador Litvak (2013)
- Break Point, regia di Jay Karas (2014)
- Emelie, regia di Michael Thelin (2015)
- Sex, Death and Bowling, regia di Ally Walker (2015)

#### Televisione
- Private Practice - serie TV, 1 episodio (2009)
- Heroes - serie TV, 6 episodi (2009-2010)
- Medium (serie televisiva) - serie TV, 2 episodi (2009)
- The Jay Leno Show - talk show, 1 episodio (2009)
- Criminal Minds - serie TV, 1 episodio (2009)
- CSI: NY - serie TV, 1 episodio (2010)
- Chuck (serie televisiva) - serie TV, 3 episodi (2010)
- Childrens Hospital - serie TV, 1 episodio (2011)
- Dr. House - Medical Division - serie TV, 1 episodio (2012)
- 40's and Failing - serie TV, 4 episodi (2015)
- Bones (serie televisiva) - serie TV, 1 episodio (2015)
- Andi Mack - serie TV, 57 episodi (2017-2019)

### Doppiatore

#### Cinema
- Fuga dal pianeta Terra, regia di Cal Brunker (2013)
- Mr. Peabody e Sherman, regia di Rob Minkoff (2014)

#### Televisione
- Gravity Falls - serie animata (2012)
- Clarence (serie animata) - serie animata (2014-2016)
- Marco e Star contro le forze del male - serie animata (2015-2017)
- Le avventure del gatto con gli stivali - serie animata (2015-2018)
- Mr. Peabody & Sherman Show - serie animata (2016)
- The Lion Guard - serie animata (2016-in corso)
- Where's Waldo? - serie animata (2019-in corso)